# 1956年コルチナ・ダンペッツオオリンピックのハンガリー選手団
1956年コルチナ・ダンペッツオオリンピックのハンガリー選手団（1956ねんコルチナ・ダンペッツオオリンピックのハンガリーせんしゅだん）は、1956年1月26日から2月5日まで、イタリアのコルティーナ・ダンペッツォで開催された1956年コルチナ・ダンペッツオオリンピックのハンガリー選手団、およびその競技結果。

## 概要
今大会は銅メダル1個を獲得した。
フィギュアスケートのペアでナジ・マリアンナ＆ナジ・ラースロー組が前回1952年オスロオリンピックに続き2大会連続の銅メダルを獲得した。

## メダル
| メダル | 選手名                            | 競技               | 種目 |
| ------ | --------------------------------- | ------------------ | ---- |
| 銅     | ナジ・マリアンナ ナジ・ラースロー | フィギュアスケート | ペア |